# Батчинский сельсовет
Ба́тчинский сельсовет — административная единица в составе Кобринского района Брестской области Республики Беларусь. Согласно переписи населения 2019 года, в сельсовете проживало 2912 человек.

## Состав
По данным на 1 января 2021 года, Батчинский сельсовет включает 12 населённых пунктов:
| название     | тип         | домохозяйств | население |
| ------------ | ----------- | ------------ | --------- |
| Андроново    | деревня     | 206          | 600       |
| Батчи        | агрогородок | 202          | 636       |
| Гуцки        | деревня     | 0            | 0         |
| Литвинки     | деревня     | 59           | 136       |
| Мазичи       | деревня     | 32           | 60        |
| Мельники     | деревня     | 9            | 18        |
| Огородники   | деревня     | 10           | 16        |
| Полятичи     | деревня     | 88           | 247       |
| Птицефабрика | посёлок     | 251          | 715       |
| Фруктовый    | посёлок     | 207          | 579       |
| Черевачицы   | деревня     | 21           | 47        |
| Шиповичи     | деревня     | 53           | 153       |